# Chiesa di San Giacomo in Carpeneto
La chiesa di San Giacomo in Carpeneto è un'antica chiesa campestre situata presso Caravino in Piemonte.

## Storia
Nel Medioevo la cappella era alle dipendenze della chiesa di Santa Maria Maggiore della Cella Benedettina di Vestignè, a sua volta emanazione dell’abbazia di Fruttuaria. Il fatto che sia dedicata a San Giacomo potrebbe far presupporre che la chiesetta fosse una tappa sulla via dei pellegrinaggi diretti a Santiago di Compostela. Il nome Carpeneto (a volte anche Carpaneto) è in riferimento al bosco di carpini nel quale la chiesa è immersa.
Oggi la chiesa, di proprietà privata, è chiusa al culto.

## Descrizione
All’interno della cappella è possibile ammirare un affresco, datato 1465, realizzato da Giacomino da Ivrea. L'opera, di dimensioni 140x145 cm, rappresenta San Giacomo nell'atto di presentare l'Henriello alla Madonna, la quale, seduta su di un trono, tiene in braccio il bambino.